# 유키정 (도쿠시마현)
유키정(由岐町)은 도쿠시마현 남동부에 위치했던 정이다. 
태평양에 접해 평야부가 적은 어업이 번성한 정이다.
해안 지형은 리아스식 해안으로 그 포구에 여덟 취락이 산재해 있다.메이지 시대에 미국 선박이 시와키 앞바다에서 좌초했을 때는 촌민 총출동하여 구출하고 이를 들은 미국 대통령으로부터 은메달과 상장, 250달러를 보내졌다는 일화가 있다.특산물은 전복, 소라, 이세 새우 등의 어패류로 그 가공품인 어묵 등도 알려져 있다.

## 지리
덕도현의 남동부에 위치하며 동북에서 남서쪽으로 길쭉한 형태를 띠고 있다. 해안선은 리아스식 해안으로 되어 있으며, 그 이리에 각 취락이 산재해 있다.평야부는 적고 마을 배후는 바로 산지로 되어 있어 육지의 외딴 섬이라는 감이 있다.그래서 도로 교통편은 매우 나쁘고, 1차선 도로가 대부분을 차지한다.유기, 기키 지구가 마을의 중심이다

## 역사
『헤이케 이야기』에서는「곤료 3위 중장 유모리는 요산베에시게카게, 이시도마루와 무사토라는 운사인, 이 세 사람을 모시고 숨어들면서 야지마들을 나와 아와 국설의 우라보다 나루토 앞바다를 건너 와카노우라, 후키아게노하마, 타마즈시마 아키노카미, 일전 구니겐의 어전을 지나 기이치노 유라의 미나토라는 곳에 착급하고」, 「태평기」에서는 「그 중에도 아와노유키노우라의 미나토라고 운포에는 갑자기 타이잔과 같은 이치가 왔다.유키노미나토는 히가시유키의 오이케 일대 부근으로 추정되며, 오이케 센호의 전승도 남아 있다
『태평기』의 기술은 쇼헤이 16년/야스안 원년(1361년) 쇼헤이·야스안 지진해일로 1700채나 들어선 유키미나토 마을이 쓰나미에 휩쓸려 해저에 가라앉았음을 보여주는 기사로 당시로서는 큰 항구도시였음을 알 수 있다.이 쓰나미 재해의 근거가 되고 있는 것이 유키쵸에 현존하는 쓰나미 재해비인 사다하루 6년(1367년)에 지장존을 새겼다고 알려진 사다하루의 비 및 야스리쿠 2년(1380년)에 건립된 강력비이다.  또한 히가시유키 남쪽에 위치한 유우에는 안산암으로 만들어진 규슈형 판비가 있어 당시 유키미나토는 규슈와 토사로의 중계 거점으로서 번창했음을 알 수 있다
- 보신 전쟁 유키 앞바다에서 아와 해역 해전이 있었다 이 해전은 일본 최초의 서양식 함끼리의 싸움으로 사쓰마 함대는 한 척을 잃었지만 막부 함대를 뿌리치고 도주했다. 유기정에는 그 해전을 전하는 아와오키해전공원이 있다.
- 1889년 정촌제 시행으로 미키타촌, 아부촌이 성립하였다.
- 1955년 2월 11일 - 미키타정이 아난촌을 편입, 유키정으로 개칭해 성립하였다.
- 2006년 3월 31일 - 히와사정과 신설 합병해 미나미정이 성립하였다. 동일 유키정은 폐지되었다.

## 행정
- 정장 : 효고 마사토시 (兵庫 賢敏) (2000-2005년)

## 교통
지리 항에서도 기술한 바와 같이 도로 교통 인프라는 매우 나쁘지만 현재는 국도 55호선의 나들묵이 있고, 아난 아키 자동차도 히와사 도로건설이 진행되고 있어 완성되면 다른 지자체로부터의 접근성은 매우 좋아진다. 

### 철도
- 시코쿠 여객철도 무기 선